# Von der Skyline zum Bordstein zurück
Von der Skyline zum Bordstein zurück – czwarty studyjny album niemieckiego rapera Bushido wydana w wytwórni ersguterjunge. Płytę promowały dwa utwory Sonnenbank Flavour i Janine. Album uzyskał status platynowej płyty sprzedając się w ponad 200.000 egzemplarzach w Niemczech i złotą płytę w ponad 10.000 w Austrii.
Tytuł nawiązuje do pierwszego krążka Vom Bordstein bis zur Skyline Bushido.

## Lista utworów
1. Intro - Von der Skyline zum Bordstein zurück
2. Universal Soldier
3. Weißt Du?
4. Goldrapper
5. Sonnenbank Flavour
6. Kurt Cobain
7. Wenn ein Gangster weint
8. Ich schlafe ein
9. Hast Du was bist Du was
10. Alphatier
11. Bloodsport
12. Sex in the City
13. Dealer vom Block
14. Bravo Cover
15. Ich regele das
16. Kickboxer
17. Blaues Licht
18. Janine
19. Kein Fenster
20. Von der Skyline zum Bordstein zurück - Album Wersja
21. Outro - Von der Skyline zum Bordstein zurück